# Aleksa Milojević
Aleksa Milojević (in serbo Алекса Милојевић?; Jagodina, 8 gennaio 2000) è un calciatore serbo, portiere svincolato.

## Carriera
Cresciuto nel settore giovanile del Jagodina, debutta in prima squadra il 21 maggio 2016 in occasione dell'incontro di Superliga perso 6-2 contro l'OFK Belgrado; nel 2018 viene ceduto al Bačka B. Palanka.

## Statistiche
Statistiche aggiornate al 22 febbraio 2021.

### Presenze e reti nei club
| Stagione        | Squadra          | Campionato      | Campionato | Campionato | Coppe nazionali | Coppe nazionali | Coppe nazionali | Coppe continentali | Coppe continentali | Coppe continentali | Altre coppe | Altre coppe | Altre coppe | Totale | Totale | Totale |
| Stagione        | Squadra          | Comp            | Pres       | Reti       | Comp            | Pres            | Reti            | Comp               | Pres               | Reti               | Comp        | Pres        | Reti        | Pres   | Reti   |        |
| --------------- | ---------------- | --------------- | ---------- | ---------- | --------------- | --------------- | --------------- | ------------------ | ------------------ | ------------------ | ----------- | ----------- | ----------- | ------ | ------ | ------ |
| 2015-2016       | Jagodina         | SL              | 1          | -1         | CS              | 0               | 0               |                    | -                  | -                  |             | -           | -           | 1      | -1     |        |
| 2016-2017       | Jagodina         | 2L              | 7          | -7         | CS              | 0               | 0               |                    | -                  | -                  |             | -           | -           | 7      | -7     |        |
| 2017-2018       | Jagodina         | 2L              | 15         | -17        | CS              | 1               | -3              |                    | -                  | -                  |             | -           | -           | 16     | -20    |        |
| 2018-2019       | Bačka B. Palanka | SL              | 1          | -5         | CS              | 0               | 0               |                    | -                  | -                  |             | -           | -           | 1      | -5     |        |
| 2019-2020       | Bačka B. Palanka | 2L              | 29         | -26        | CS              | 0               | 0               |                    | -                  | -                  |             | -           | -           | 29     | -26    |        |
| 2020-2021       | Bačka B. Palanka | SL              | 23         | -33        | CS              | 1               | -2              |                    | -                  | -                  |             | -           | -           | 24     | -35    |        |
| Totale carriera | Totale carriera  | Totale carriera | 76         | -89        |                 | 2               | -5              |                    | -                  | -                  |             | -           | -           | 78     | -94    |        |

## Palmarès

### Competizioni nazionali
- Prva Liga Srbija: 1

Mladost GAT: 2021-2022